# Sierpowka (wieś)
Sierpowka (ros. Серповка) – wieś (ros. деревня, trb. dieriewnia) w zachodniej Rosji, w sielsowiecie kobylskim rejonu głuszkowskiego w obwodzie kurskim.

## Geografia
Miejscowość położona jest nad rzeką Sejm, 2,5 km od centrum administracyjnego sielsowietu kobylskiego (Kobyłki), 6 km od centrum administracyjnego rejonu (Głuszkowo), 113 km od Kurska.
W granicach miejscowości znajduje się ulica Pierwomajskaja.

## Demografia
W 2010 r. miejscowość zamieszkiwało 95 osób.